# Trichocerca artmanni
Trichocerca artmanni is een raderdiertjessoort uit de familie Trichocercidae. De wetenschappelijke naam van deze soort is voor het eerst geldig gepubliceerd in 1927 door Zelinka.